# Baptême (film)
Pour les articles homonymes, voir Baptême (homonymie).
Pour plus de détails, voir Fiche technique et Distribution.
Baptême est un film franco-belge réalisé par René Féret, sorti en 1989.

## Synopsis
À Auchy-les-Mines, dans le nord de la France, en 1935. Aline, dont les parents tiennent un café-tabac, est fiancée au notaire du village. Son frère, André, fait les marchés avec Pierre, un ami. Aline et Pierre se rencontrent et s'aiment au premier regard. Pour épouser celui qu'elle aime, la jeune fille fait croire à ses parents qu'elle est enceinte de ses œuvres. Après un voyage de noces en Corse, Aline reprend le café de ses parents, à la place de sa mère, morte, et de son père, qui boit plus que de raison. Pierre s'essaie à différents métiers, avec autant d'enthousiasme que d'insuccès. Leur premier fils, Rémi, meurt dans un incendie à l'âge de trois ans. Plus tard, deux autres enfants naîtront, dont le dernier sera prénommé Rémi...

## Fiche technique
- Titre : Baptême
- Réalisation : René Féret
- Assistants réalisateurs : 1) François Robin, Philippe Roussel / 2) Christophe Vallée
- Scénario et dialogues : René Féret
- Sociétés de production : Les Films Alyne (Paris), Man's Films (Bruxelles)
- Producteurs : Jean-Bernard Fetoux, Marion Hänsel, Eric Trotta et Louis Wipf
- Musique : Evelyne Stroh
- Photographie : Pierre Lhomme
- Montage : Henri Lanoë, assisté de Laure Castelnau
- Décors : Renaud Sanson
- Costumes : Barbara Kidd
- Son : Michel Vionnet
- Société(s) de distribution :  AAA
- Pays d'origine :  France -  Belgique
- Format : Couleurs
- Durée : 127 minutes
- Date de sortie : 23 août 1989

## Distribution
- Valérie Stroh : Aline Dauchy-Gravey
- Jean-Yves Berteloot : Pierre Gravey
- Jacques Bonnaffé : André Gravey
- Pierre-Alain Chapuis : Maurice, l'instituteur
- Edith Scob : Rosalie Dauchy
- René Ozo : François Dauchy
- Clarisse Weber : Marie
- Dominique Reymond : Colette
- Valérie Lacombe : Ginette, la bonne
- Jean-Pierre Bonnot : François Dauchy à 18 ans
- Vincent David : François Dauchy à 13 ans
- Benjamin Clément : Rémi à 10 ans
- Romain Cadet : Rémi de 2 à 4 ans
- Quentin Ogier : Rémi à 15 ans
- Gaëttan Pottier : François Dauchy à 7 ans
- Alexandre Velge : François Dauchy à 4 ans
- Christian Hecq : le serveur
- Elsa Zylberstein : Gabrielle

## Autour du film
- Le sous-titre du film est Naissance d'une famille : il s'agit de la propre famille de René Féret, qui dépeint ici la rencontre puis la vie de ses parents à travers les deux personnages principaux interprétés par Valérie Stroh et Jean-Yves Berteloot. Film tourné principalement dans les communes de Labourse et Beuvry (Pas-de-Calais). Des scènes ont également été tournées à Marles-les-Mines, Averdoingt, La Comté, Auchy-les-Mines, Bruay-la-Buissière , Douvrin, Le Touquet

## Distinctions
- Meilleur film et meilleure actrice au Festival international du film francophone de Namur de 1989